# Народный фронт
Наро́дный фронт — имевшая место с 1930-х годов концепция создания коалиций политических партий преимущественно левого или центристского толка, отражавших интересы рабочего и среднего класса, в первую очередь для защиты демократической формы правления в государстве и противостояния потенциальной фашистской угрозе, а также для борьбы с коррупцией, бедностью и безработицей, продвижения идей о социальных реформах и защите прав трудящихся. Согласно определению в энциклопедии «Британника», термин может применяться к различным подобным коалициям в различных государствах.
Теория «третьего периода», применявшаяся секциями Коминтерна по директивам из Москвы начиная с Шестого конгресса Коминтерна в 1928 году, провозглашала главной опасностью социал-демократию, именовавшуюся в советской пропаганде «социал-фашизмом». Одной из причин установления в Германии в 1933 году нацистской диктатуры также являлось либо бездействие, либо активная поддержка нацистов социал-демократами и умеренными левыми, после чего репрессиям подвергались и социал-демократы, и коммунисты, и другие левые движения. 
Поэтому к середине десятилетия коммунистические партии ряда европейских стран, начиная с Франции, начали вступать в союзы с партиями социалистического и либерального толка. Такие союзы были направлены уже против фашизма и национализма, в политической риторике которых стали преобладать тезисы о необходимости борьбы с коммунизмом и «большевизмом». СССР в 1934 году вступил в Лигу наций, а его правительство поддерживало народные фронты различных государств. 
Идея народных фронтов была санкционирована на Седьмом конгрессе Коминтерна в 1935 году в докладе Георгия Димитрова «Наступление фашизма и задачи Коммунистического Интернационала в борьбе за единство рабочего класса против фашизма» и принятых решениях, призывавших к образованию таких коалиций с целью объединения рабочего класса со всеми без исключения непролетарскими слоями, «заинтересованными в борьбе против фашизма и войны». Таким образом, была сформулирована концепция создания «единого фронта» всех (отнюдь не только коммунистических и социалистических, но и буржуазных — умеренных, либеральных и консервативных) партий Европы для борьбы с фашизмом. В противовес этому, те левые оппоненты сталинизма, в частности троцкисты, которые ранее критиковали компартии и социал-демократов за отказ от совместных антифашистских и антикапиталистических действий, продолжали настаивать на идее «единого рабочего фронта», в который бы входили только силы, представляющие трудящиеся классы.
В 1936 году правительства народных фронтов в результате победы на парламентских выборах пришли к власти в двух европейских государствах — во Франции (где в правительство народного фронта во главе с социалистом Леоном Блюмом вошли также и коммунисты, участвовавшие во французском народном фронте с 1934 года) и в Испании (где его приход к власти привёл к фашистскому мятежу и началу гражданской войны). Вскоре концепция народных фронтов перекочевала и за границы Европы: уже в 1935 аналогичный Национально-освободительный альянс появился в Бразилии, а в 1936 году был сформирован Народный фронт Чили, представитель которого Педро Агирре Серда в 1938 году одержал победу на президентских выборах и сформировал правительство Народного фронта при участии радикалов, социалистов и демократов.
В советской исторической науке термин «народный фронт», определяемый как форма организации широких народных масс, применялся также к ряду антифашистских движений, существовавших во время и после Второй мировой войны.